# Dolores Costello

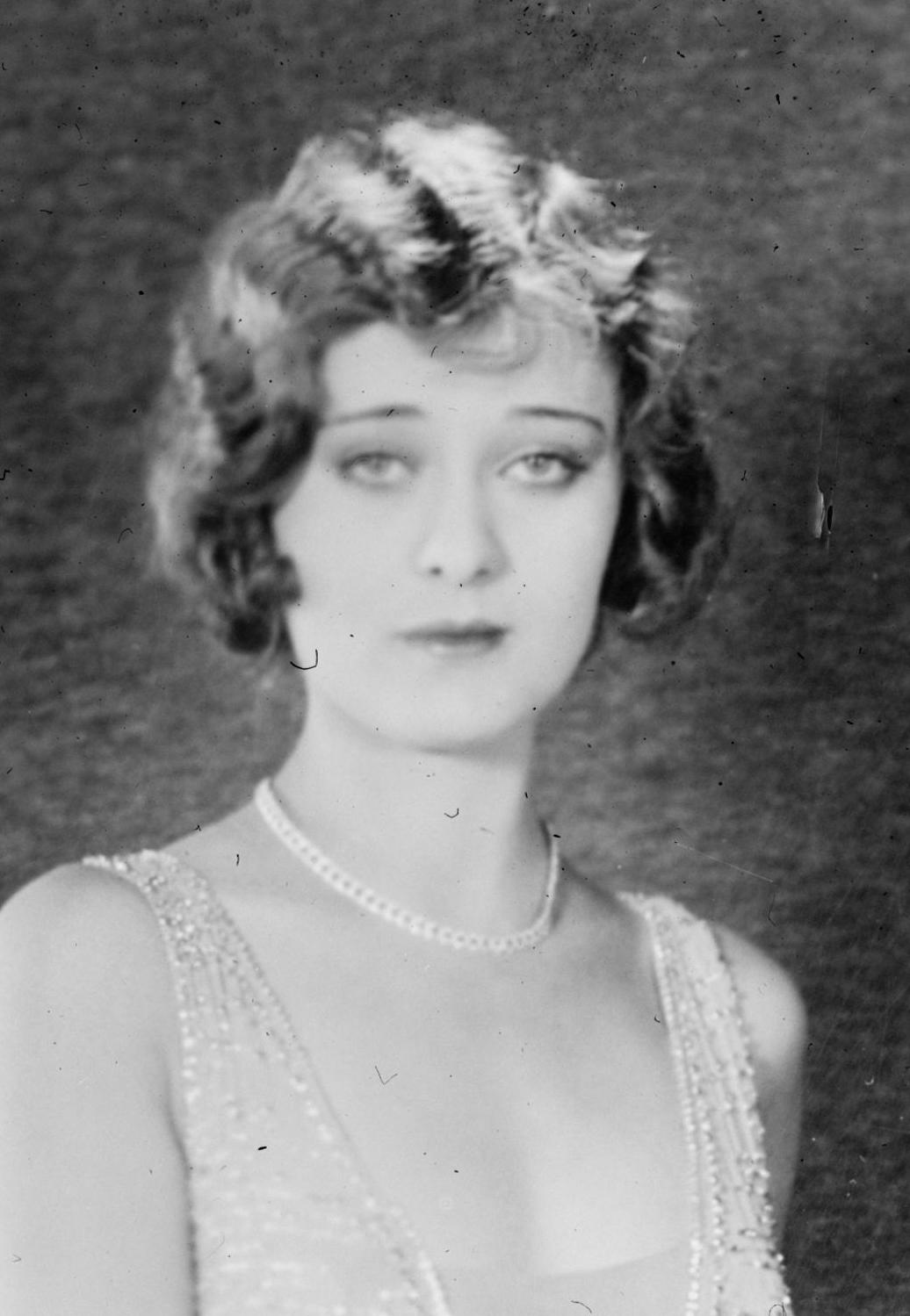
Dolores Costello, 1926

Dolores Costello (* 17. September 1903 in Pittsburgh, Pennsylvania; † 1. März 1979 in Fallbrook, Kalifornien) war eine US-amerikanische Schauspielerin, die gegen Ende der Stummfilmära den Höhepunkt ihrer Filmkarriere erreichte.

## Karriere
Dolores Costello und ihre Schwester Helene Costello waren die Töchter des damals bekannten Bühnenschauspielers Maurice Costello, der selber eine erfolgreiche Karriere beim Film hatte. Dolores gab ihr Leinwanddebüt 1909 zusammen mit ihrem Vater und ihrer Schwester Helene und spielte in der Folgezeit in etlichen Produktionen. 1924 feierte sie mit ihrer Schwester Helene einen großen Erfolg in einer gemeinsamen Tanznummer in George White Scandals of 1924. Der Erfolg brachte den Schwestern jeweils Verträge mit der Gesellschaft Warner Brothers und den Umzug nach Hollywood ein. Den Durchbruch zum Filmstar hatte Dolores Costello 1926, als John Barrymore sie als Leading Lady für The Sea Beast, eine Adaption des Romans Moby Dick, engagierte. Im selben Jahr wurde sie zu einem der WAMPAS Baby Stars ernannt.
Dolores Costello wurde dank des Erfolges der größte weibliche Star des Studios und schaffte den Wechsel zum Tonfilm ohne größere Probleme. Nachdem sie John Barrymore 1928 geheiratet hatte, zog sie sich 1931 von der Leinwand zurück, um sich um die gemeinsamen Kinder zu kümmern. Nach der Scheidung 1935 kehrte sie in Mutterrollen zurück, darunter in der Verfilmung des Klassikers Little Lord Fauntleroy von David O. Selznick. Ihre heute noch bekannteste Rolle übernahm sie 1942 in Orson Welles Der Glanz des Hauses Amberson. 1943 beendete Dolores ihre Filmkarriere und zog sich auf ihre Avocadofarm in Südkalifornien zurück.

## Privat
Dolores Costello hatte mit John Barrymore die beiden Kinder Dolores Ethel Mae Barrymore und John Drew Barrymore, über den sie die Großmutter von Drew Barrymore und John Blyth Barrymore wurde.
Dolores Costello hat einen Stern in Hollywood auf dem Walk of Fame (1645 Vine Street).

## Filmografie (Auswahl)
- 1909: A Midsummer Night’s Dream (Kurzfilm)
- 1910: The Telephone (Kurzfilm)
- 1911: Die Liebe geht durch den Magen (Consuming Love; or, St. Valentine’s Day in Greenaway Land, Kurzfilm)
- 1911: The Geranium (Kurzfilm)
- 1911: The Child Crusoes (Kurzfilm)
- 1911: His Sister’s Children (Kurzfilm)
- 1911: A Reformed Santa Claus (Kurzfilm)
- 1911: Some Good in All (Kurzfilm)
- 1912: Captain Jenks’ Dilemma (Kurzfilm)
- 1912: The Meeting of the Ways (Kurzfilm)
- 1912: For the Honor of the Family (Kurzfilm)
- 1912: She Never Knew (Kurzfilm)
- 1912: Lulu’s Doctor (Kurzfilm)
- 1912: The Troublesome Step-Daughters (Kurzfilm)
- 1912: The Money Kings (Kurzfilm)
- 1912: A Juvenile Love Affair (Kurzfilm)
- 1912: Wanted... a Grandmother (Kurzfilm)
- 1912: Vultures and Doves (Kurzfilm)
- 1912: Her Grandchild (Kurzfilm)
- 1912: Captain Barnacle’s Legacy (Kurzfilm)
- 1912: Bobby’s Father (Kurzfilm)
- 1912: The Irony of Fate (Kurzfilm)
- 1912: The Toymaker (Kurzfilm)
- 1912: Song of the Shell (Kurzfilm)
- 1912: Ida’s Christmas (Kurzfilm)
- 1913: A Birthday Gift (Kurzfilm)
- 1913: The Hindoo Charm (Kurzfilm)
- 1913: In the Shadow (Kurzfilm)
- 1913: Fellow Voyagers (Kurzfilm)
- 1914: Some Steamer Scooping (Kurzfilm)
- 1914: Etta of the Footlights (Kurzfilm)
- 1914: Too Much Burglar (Kurzfilm)
- 1915: The Evil Men Do (Kurzfilm)
- 1915: The Heart of Jim Brice (Kurzfilm)
- 1923: The Glimpses of the Moon
- 1923: Lawful Larceny (Verschollen)
- 1925: Greater Than a Crown
- 1925: Bobbed Hair
- 1926: Mannequin
- 1926: Wenn Meer und Himmel sich berühren (The Sea Beast)
- 1926: Bride of the Storm
- 1926: The Little Irish Girl (Verschollen)
- 1926: Sensation im Zirkus (The Third Degree)
- 1926: WAMPAS Baby Stars of 1926 (Kurzfilm)
- 1927: Das Galeerenschiff (When A Man Loves)
- 1927: Ein Millionenangebot (A Million Bid)
- 1927: Die letzten Tage von San Francisco (Old San Francisco)
- 1927: The Heart of Maryland
- 1927: Die 11fache Witwe (The College Widow)
- 1928: Die Liebe der Betty Patterson (Glorious Betsy)
- 1928: Die Bankräuber von New York (Tenderloin)
- 1928: Die Arche Noah (Noah’s Ark)
- 1929: The Redeeming Sin (Verschollen)
- 1929: Glad Rag Doll
- 1929: Das Glück des Anderen (Madonna of Avenue A) (Verschollen)
- 1929: Hearts in Exile
- 1929: The Show of Shows
- 1930: Second Choice (Verschollen)
- 1931: Expensive Women
- 1936: Der kleine Lord (Little Lord Fauntleroy)
- 1936: Yours for the Asking
- 1938: The Beloved Brat
- 1939: Breaking the Ice
- 1939: King of the Turf
- 1939: Whispering Enemies
- 1939: Outside These Walls
- 1942: Der Glanz des Hauses Amberson (The Magnificent Ambersons)
- 1943: This Is the Army